# 八釣白彦皇子
八釣白彦皇子（やつり の しろひこ の みこ、履中天皇2年以後 - 安康天皇3年8月9日）は、日本の皇族。允恭天皇の第四皇子。母は忍坂大中姫。同母兄弟に木梨軽皇子・安康天皇（第20代）・坂合黒彦皇子・雄略天皇（第21代）らがいる。『古事記』では「八苽白日子王」と記される。

## 概要
『日本書紀』では、眉輪王による安康天皇の暗殺死後、大泊瀬稚武皇子（後の雄略天皇）に天皇暗殺の黒幕ではないかまた彼が皇位を継ごうと企んでいるのではないか、と疑われている。皇子は危害を加えられると思い沈黙を通したため、大泊瀬皇子は即座に刀を抜いて斬り殺した、とある。
『古事記』では同じように大長谷王から詰問されたが、兄の境之黒日子王同様、驚かずに平然とした態度をとっていたため、襟首を捕まれて、飛鳥の小治田へ連れて行かれ、生き埋めによって殺されたが、その表現は、「腰まで土をかけて埋められる途中で、両目が飛び出して（「両（ふた）つの目走り抜けて」）死んだ」とされている。